# Barbus paytonii
Barbus paytonii là một loài cá vây tia riêng biệt đang bị hoài nghi trong họ Cyprinidae. Nó chỉ được tìm thấy ở Maroc.
Môi trường sống tự nhiên của nó là các con sông. Nó bị đe dọa do mất môi trường sống.
Một số tác giả xem B. paytonii là một loài riêng biệt còn một số tác giả khác xem nó nằm trong B. harterti.